# 愛知みずほ短期大学
愛知みずほ短期大学（あいちみずほたんきだいがく、英語: Aichi Mizuho Junior College）は、愛知県名古屋市瑞穂区春敲町2-13に本部を置く日本の私立大学。1939年創立、1950年大学設置。大学の略称は瑞穂短大。

## 概観

### 大学全体
- 愛知県名古屋市瑞穂区に所在する日本の私立短期大学で、設置主体は学校法人瀬木学園[1]。
- 国内で最初に認可された短期大学149校[注 2]の1校として、1950年に1学科体制で開学した[2]。
- 元々独立の短期大学であったが、愛知みずほ大学開学により再編学名改称。その後学科変更は行われ、2018年度以降は現在は2学科3専攻体制である。併設の瑞穂高等学校に隣接している。愛知みずほ大学の併設校であるが、キャンパスはお互い別である。

### 建学の精神（校訓・理念・学是）
- 建学の精神は「心と体の健康を志向する‘健への教育’」となっている。

### 教育および研究
生活学科をベースに、「生活文化」や「食文化」などを学ぶ生活文化専攻と、栄養士を養成する食物栄養専攻が設置されている。さらに、2014年度より保育士養成を執り行う子ども生活専攻も追加され、2018年より現代幼児教育学科へと再編した。

### 学風および特色
- 愛知みずほ大学の併設校となっているが、大学とは別に短大独自のキャンパスをもっており、学科体制は旧来のものも存在する。
- 旧来通り女子を対象とした短大となっている。

## 沿革
- 1939年
  - 瀬木財団法人（瑞穂高等女学校）設立。
- 1949年
  - 10月 文部省[注釈 1]に短期大学[注 3]の設置認可に関する申請を行う[注 4]。なお、学科・専攻は以下の通りとなっている[注 5]。
    - 家政学科 入学定員40名
- 1950年
  - 3月14日 左記を以て短期大学の設置が文部省[注釈 1]より認可される[注 6]。
  - 4月1日 左記を以て瑞穂短期大学が以下の学科体制にて開学する[注 7]。
    - 家政学科 入学定員40名
- 1954年
  - 5月1日 学生数[12]/定員
    - 家政科 34[注釈 2]/80
- 1960年
  - 4月1日 家政科の入学定員を40→100に増員[注 8]。
  - 5月1日 学生数[15]/定員
    - 家政科 158[注釈 2]/140
- 1962年
  - 4月1日 家政科の入学定員を100→150に増員[16]。
  - 5月1日 学生数[17]/定員
    - 家政科 346[注釈 2]/250

  - 12月18日 専攻科の設置が認可され、以下の専攻課程を設ける[18]。
    - 家政専攻 入学定員30名→1990年代頃に生活専攻に改称。
- 1966年
  - 4月1日 家政科の入学定員を150→250に増員[注 9]。
  - 5月1日 学生数[22]/定員
    - 家政科 590[注釈 2]/400
- 1969年
  - 4月1日 家政科に以下の専攻課程<を置く[注 10]。
    - 家政専攻 入学定員50名
    - 食物栄養専攻 入学定員200名
- 1970年
  - 4月1日 家政科を家政学科に改称[注 11]。
  - 5月1日 学生数[26]/定員
    - 家政学科 468[注釈 2]/500
- 1992年
  - 5月1日 学生数[注 12]/定員
    - 家政学科 610[注釈 2]/500
- 1993年
  - 4月1日 家政学科食物栄養専攻の入学定員を200→100に減員[29]。昨年度の資料[30]及び本年度のそれ[31]も其々参照のこと。。
  - 5月1日 学生数[32]/定員
    - 家政学科 463[注釈 2]/400
- 1994年
  - 4月1日 愛知みずほ大学短期大学部と改称[33]。
  - 5月1日 学生数[34]/定員
    - 家政学科 356[注釈 2]/300
- 1995年
  - 4月1日 学科及び専攻の名称を以下の通り変更する[35]。
    - 家政学科→生活学科
      - 家政専攻→生活文化専攻

  - 同 入学定員の変更を以下の通り行う[35]。
    - 生活文化専攻 50→110
    - 食物栄誉専攻 100→40

  - 5月1日 学生数[36]/定員
    - 生活学科 359[注釈 2]/300
- 1999年
  - 5月1日 学生数[37]/定員
    - 生活学科 252[注釈 2]/300
- 2000年
  - 4月1日 生活学科生活文化専攻の入学定員を110→70に減員[注 13]。
- 2004年
  - 1月 平成16年度大学入試センター試験参加短期大学の1校となる[注 14]。
- 2005年
  - 4月1日 栄養教諭免許状の課程が設置される[43]。
- 2014年
  - 1月 平成26年度大学入試センター試験参加短期大学の1校となる[44]。
  - 4月1日 以下の専攻課程を置く[45]。
    - 子ども生活専攻 入学定員50名

  - 同 生活文化専攻の入学定員を70→30に増員[45]。
- 2015年
  - 1月 平成27年度大学入試センター試験参加短期大学の1校となる[46]。
- 2016年
  - 1月 平成28年度大学入試センター試験参加短期大学の1校となる[47]。
- 2018年
  - 4月1日 愛知みずほ短期大学（あいちみずほたんきだいがく）に名称変更され、以下の学科を増設する[48]。
    - 現代幼児教育学科 入学定員50名[注 15]。
- 2020年
  - 9月30日 左記をもって生活学科児童生活専攻を正式に廃止とする[1]。

## 基礎データ

### 所在地
- 愛知県名古屋市瑞穂区春敲町2-13

### 交通アクセス
- 名鉄名古屋本線および常滑線 神宮前駅より徒歩で約15分。
- 最寄りのバス停留所は「牛巻」で以下の駅から名古屋市営バスがある。
  - 名古屋市営地下鉄東山線および名城線 栄駅。（隣接して名鉄瀬戸線 栄町駅）
  - JR中央本線および鶴舞線 鶴舞駅。
  - JR東海道本線および中央本線、名鉄名古屋本線 金山駅。

### 象徴
- 愛知みずほ大学短期大学部のカレッジマークは「瑞穂」の「瑞」と「大学」の「大」をそれぞれ形にしただけの簡素なものとなっている[49]。

## 教育および研究

### 組織

#### 学科
- 現代幼児教育学科 入学定員50名
- 生活学科
  - 生活文化専攻 入学定員30名
    - 養護教諭コース
    - オフィス総合コース

  - 食物栄養専攻  入学定員40名

#### 専攻科
- かつて、生活専攻が設置されており、入学定員30名となっていた[40]。

#### 別科
- なし

### 取得資格について
資格
- 栄養士：食物栄養専攻
- 保育士：子ども生活専攻

教職課程
- 当初は中学校教諭ほか高等学校教諭免許状（家庭）の教職課程を併設 『教員養成課程認定大学短期大学一覧』[50]

- 子ども生活専攻では、幼稚園教諭二種免許状も取得できるようにもなっているが、実際は近畿大学豊岡短期大学通信教育課程を併用する必要があったが、現代幼児教育学科が認可されたことにより、正式に幼稚園教員養成機関となる 。
- 中学校教諭二種免許状
  - 家庭：生活文化専攻全コース
  - 保健：生活文化専攻生活健康コース二種免許状
- 養護教諭二種免許状：生活文化専攻生活健康コース
- 栄養教諭二種免許状：食物栄養専攻

### 研究
- 『瑞穂短期大学紀要』[51]
- 『愛知みずほ大学短期大学部紀要』[52]ほか。

## 学生生活

### 学園祭
- 愛知みずほ大学短期大学部の学園祭は「みずほ祭」と呼ばれ毎年、概ね10月に行われる。

## 大学関係者と組織

### 大学関係者一覧
大学関係者
- 瀬木三雄 - 医学者・東北大学名誉教授・元学長・瀬木学園理事長

## 施設

### 瑞穂キャンパス
- 図書館
- 視聴覚施設
- 調理実習室
- 看護実習室
- パソコンルーム
- 体育施設
- 体育館ほか

## 対外関係

### 他大学との協定
- 放送大学 放送大学　平成28年度　単位互換案内

### 系列校
- 愛知みずほ大学
- 愛知みずほ大学瑞穂高等学校

## 卒業後の進路について

### 編入学・進学実績
- 系列の愛知みずほ大学以外では以下の実績がある。
  - 生活学科
    - 生活文化専攻：愛知県立大学・岐阜女子大学・常葉学園大学・愛知学院大学・鈴鹿医療科学大学・京都精華大学ほか。
    - 食物栄養専攻：東京農業大学・中京女子大学ほか。